# Huanggang
Huanggang é uma cidade localizada na província de Hubei, na China. Está situado ao norte da metade do rio Yangtze, delimitando-se ao norte pelas montanhas Dabie. Seu nome procede do Monte Huanggang. Faz fronteira com Henan no norte, Anhui no leste e Jiangxi no sul.

Em janeiro de 2020, foi anunciado que Huanggang seria submetido a medidas de quarentena como parte da tentativa da China de conter o surto de coronavírus chinês em 2019.

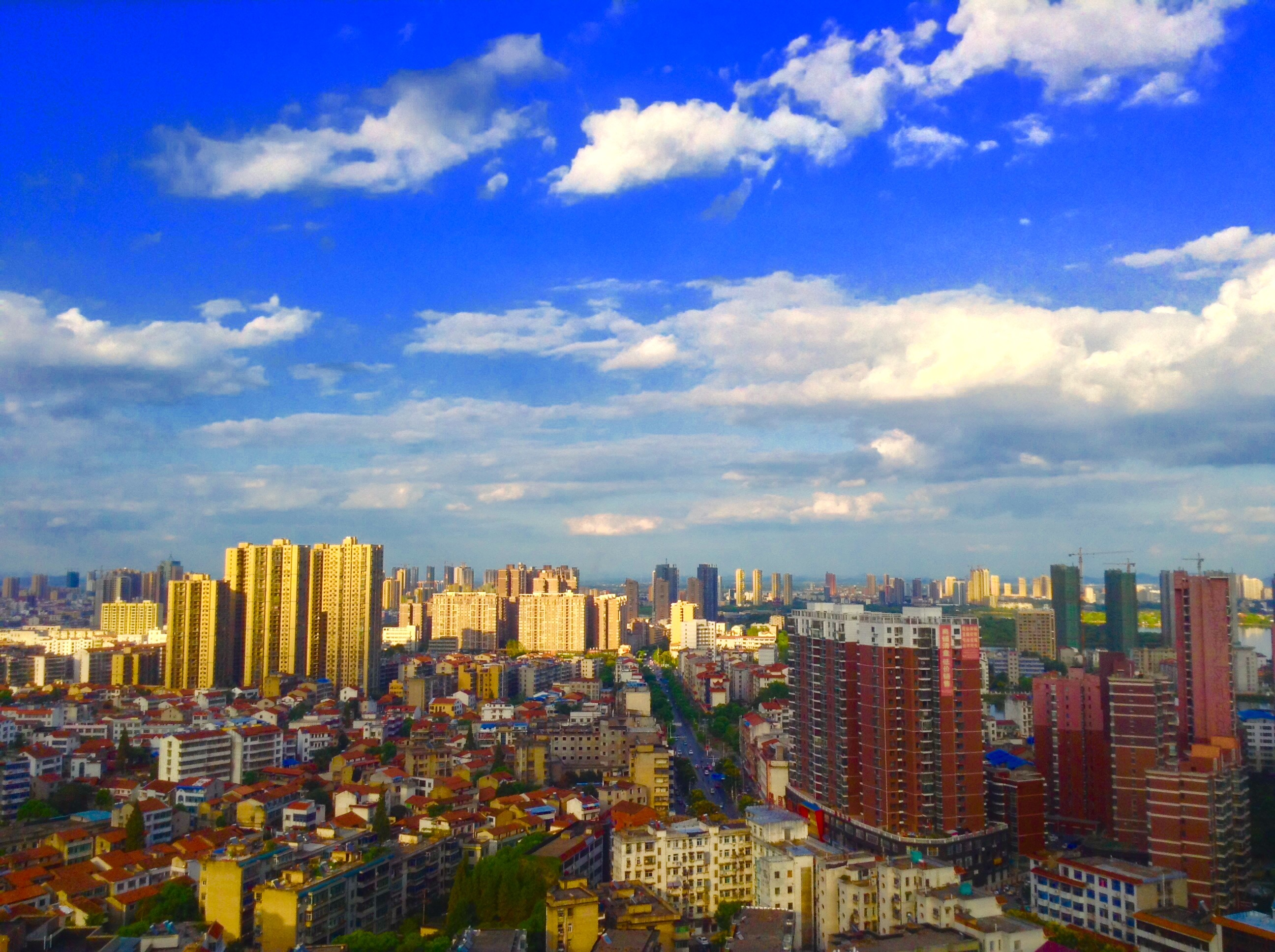
Vista panorâmica de Huanggang